# Racemo (botanica)

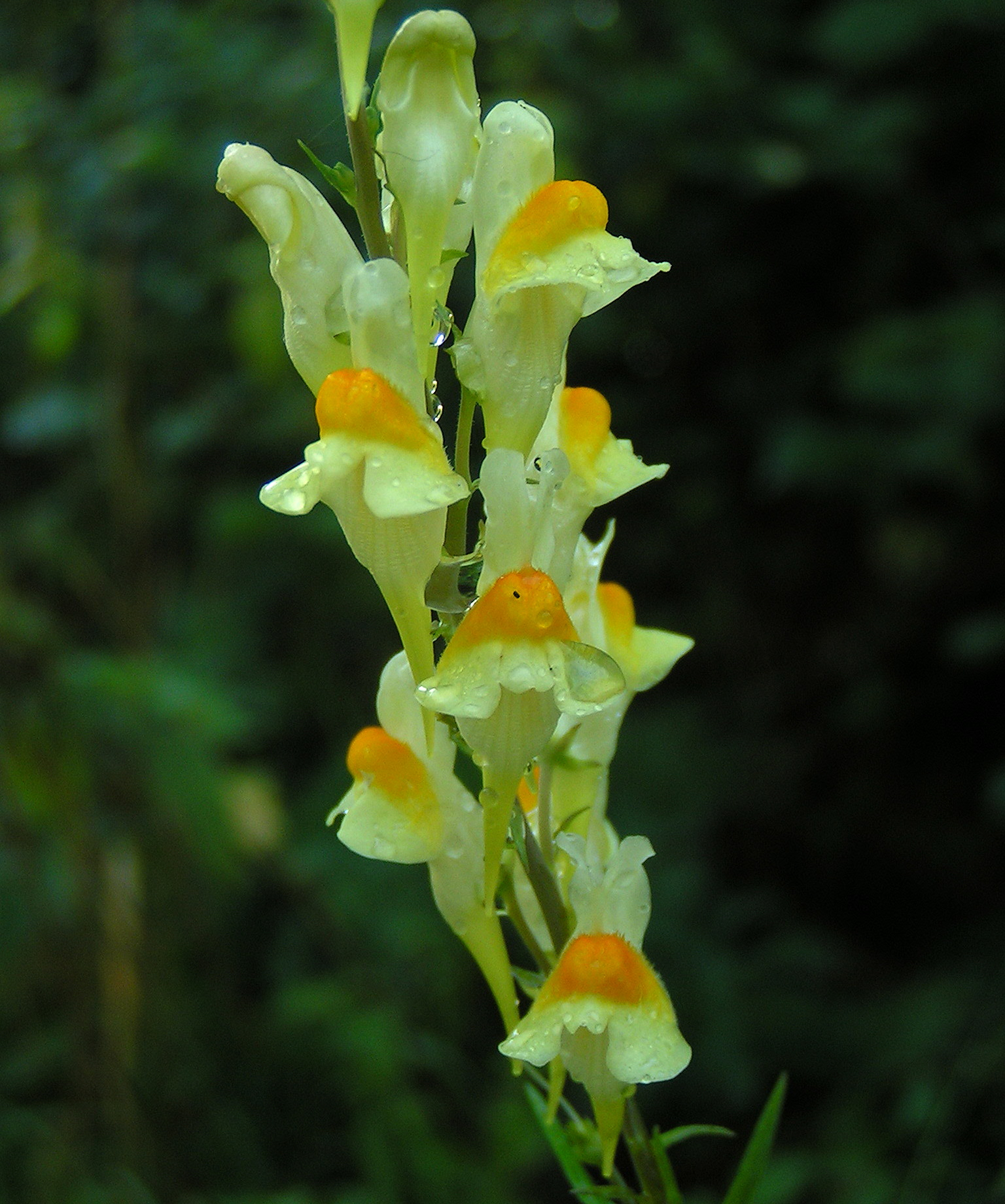
Linaria vulgaris

In botanica il racemo o grappolo è un'infiorescenza semplice, non ramificata che porta lungo un asse principale dei fiori pedicellati (cioè portati su dei peduncoli).

## Descrizione
I fiori più vecchi sono portati nella parte più bassa dell'asse fiorale, mentre i più giovani nella parte verso la sommità. I fiori possono essere sottesi da una brattea. Se l'asse principale invece è ramificato l'infiorescenza si definisce pannocchia. Esempi sono il lupino, il glicine e le orchidee.
Come infiorescenze composte del grappolo abbiamo il grappolo di spighe che come assi secondari ha delle spighe inserite in diversi punti, oppure il grappolo di ombrelle che ha invece le ombrelle.
Ma il vero grappolo composto è la pannocchia o "racemo di racemi". Di questa nelle graminacee troviamo: il sorgo, il riso e l'avena; nelle Vitaceae tutte le specie appartenenti al genere Vitis, tra cui Vitis vinifera, ovvero l'uva.
Il racemo terminale viene detto panicolo.

## Galleria d'immagini

Racemo
A spiga
A spadice